# Ask a Policeman
Ask a Policeman is een komische film uit 1939, geregisseerd door Marcel Varnel en met Will Hay, Moore Marriott en Graham Moffatt in de hoofdrollen als de drie corrupte agenten van het plaatselijke politiekantoor in een Engels kustdorpje. De film werd uitgebracht door Gainsborough Pictures. Het was tevens de eerste film waarin Desmond Llewelyn speelde, namelijk als de spookverschijning van de hoofdloze ruiter. De film volgt de vertrouwde Will Hay-formule van woordspelingen en visuele humor.

## Verhaal
De film begint met een radio-uitzending van de BBC vanuit het politiebureau van Turnbotham Round, een klein dorpje aan de Engelse zuidkust, dat sinds tien jaar door sergeant Samuel Dudfoot (Will Hay) wordt geleid. Sedert hij de leiding heeft gekregen, is er geen enkele misdaad of overtreding meer gepleegd, en dit is een absoluut record. Terwijl hij van een blaadje zijn antwoorden voor de microfoon afleest, verschijnen zijn politieagenten Albert Brown (Moffatt) en de oude Jerry Harbottle (Marriott) voor het raam met een paar gestroopte dieren, en Dudfoot valt bijna door de mand als een officier die gewoon zelf misdrijven begaat. Wanneer Brown en Harbottle ook voor de microfoon verschijnen, loopt het meteen mis; Harbottle maakt seksuele toespelingen over een dorpsbewoonster, en de uitzending wordt afgebroken.
Jerry Harbottle bezit een buurtwinkeltje op het dorpsplein, waar Brown ook werkt en voortdurend met zijn geliefde Emily flirt, die hij geregeld, tegen de voorschriften in, met de politieauto naar de bioscoop brengt. De winkel wordt volgestouwd met fanmail naar aanleiding van de radio-uitzending, maar de hoofdcommissaris geeft Dudfoot te kennen dat, aangezien er kennelijk geen misdaad in Turnbotham Round is, het geen enkel nut heeft om een politiekantoor te onderhouden. De drie zullen spoedig werkloos zijn.
Na enig overleg besluiten ze dat de beste methode om zich van een baan te verzekeren erin bestaat, zelf misdrijven uit te lokken. Ze verzinnen een snelheidslimiet van 30 mijl per uur op een landwegje en pogen te berekenen hoe snel de eerste de beste auto reed die voorbijkwam: hij reed klaarblijkelijk één furlong in 25 seconden. De chauffeur protesteert dat dit slechts 20 mijl per uur is; Dudfoot antwoordt dat ze echter met hun drieën zijn en dat dit dus op 60 mijl per uur neerkomt. Er ontstaat een lange discussie met rekensommetjes. Dan vraagt Dudfoot naar het rijbewijs en de autoverzekering van de bestuurder; deze heeft geen van beide, dus moeten de drie hem wel laten gaan: ze kunnen zijn rijbewijs immers niet in beslag nemen indien hij er überhaupt geen heeft.
De tweede automobilist is opstandiger en weigert de onzin van de politiemannen te geloven. Per ongeluk slaat Harbottle hem met het desbetreffende verkeersbord bewusteloos. In het politiebureau rollen ze zijn zakken, en dan zien ze dat ze uitgerekend de hoofdcommissaris buiten westen hebben geklopt. Ze trachten hem ervan te overtuigen dat hij een ongeluk heeft gehad en met zijn wagen in de etalage van de winkel van Harbottle is gereden. De hoofdcommissaris is zeer sceptisch wanneer hij de door de agenten zelf veroorzaakte ravage op het plein aanschouwt, maar dan bevestigt de plaatselijke squire of jonker, die zich toevallig op het dorpsplein bevindt, dat het verhaal van Dudfoot waar is. De hoofdcommissaris voelt zich zwaar beledigd en furieus rijdt hij in zijn beschadigde auto het dorp uit.
Terwijl ze zinnen op mogelijke andere vergrijpen om te ensceneren, komt een man van de kustwacht het bureau binnen en vraagt of hij een olielamp op de toren van het bureau kan hangen als signaal voor de wachter van de plaatselijke vuurtoren; diens grootmoeder ligt namelijk op sterven, en wanneer de lamp brandt, is dit een teken dat ze nog leeft. Dudfoot en Harbottle zijn zeer ontroerd door dit verhaal en laten de man begaan.
Het nieuwe plan is, te doen alsof er smokkelarij in het dorp plaatsgrijpt. Ze zullen een vat met brandy op het strand plaatsen als ‘bewijsmateriaal’. Dan duikt er onverklaarbaar een vat met rum in het bureau op. De drie willen ervan drinken, wanneer een hand ongezien uit het luik van de kelder komt en het vat weggrist. Op dat ogenblik komt er tevens een zware storm opzetten. Er weerklinkt een ijzige gil van buitenaf. Na wat aarzelen openen ze de door, en Emily valt het bureau binnen. Zodra ze weer bij haar positieven komt, verklaart zij dat ze een hoofdloze ruiter op een brandende koets heeft gezien. Harbottle herinnert zich de oude sage van de onthoofde koetsier en wordt zeer ongerust. De drie brengen Emily naar huis met de politiewagen.
Op de terugweg is het reeds één uur ’s nachts. Eensklaps zien de drie politieagenten zelf de fantoomverschijning opduiken en zetten de achtervolging in. De koets rijdt een garage binnen en verdwijnt spoorloos. Schroomvallig gaan ze op verkenning, wanneer de hoofdloze koetsier opduikt. Hierop slaan ze in paniek en vluchten weg.
De hoofdcommissaris belt het politiekantoor met de mededeling dat er smokkelaars aan het werk zijn; het blijkt echter dat het niet om het amateuristische werk van Dudfoot gaat: er zijn hele scheepsladingen gesmokkelde waar aangetroffen. Terwijl ze zich beraden omtrent mogelijke nieuwe stappen, treedt de kustwachter opnieuw binnen en zegt dat de grootmoe van zijn vriend aan de beterhand is; hij zal dus zijn lamp van het dak af halen. Brown, die niet aanwezig was geweest toen de man van de kustwacht de eerste keer voorbijgekomen was, werpt op dat er in Turnbotham Round helemaal geen vuurtoren is; daar had niemand aan gedacht. Nu zijn de politielui radeloos. Echter, Harbottle herinnert zich een oude ballade:
When the tide runs low in the smugglers’ cove,
and the ’eadless ’orseman rides above,
he drives along with his wild hello,
lickety-split, lickety-split!
Dat laatste, ‘lickety-split’, is echter opvulsel; Harbottle herinnert zich het laatste vers niet meer. Zijn vader echter wel, zo beweert hij: de stokoude Jerry blijkt immers zelf nog een levende vader te hebben. Hem brengen ze een bezoekje; na wat aandringen herinnert de bedlegerige grijsaard zich het ontbrekende vers, dat luidt:
That’s the time when the smugglers go in their little boats to the schooner and bring back the kegs of brandy and rum and put them all in the Devil’s Cove below!
‘Below’ rijmt op ‘hello’, dus er bestaat geen twijfel dat dit het juiste vers van de ballade is. De drie agenten begeven zich op weg naar Devil’s Cove bij laagwater. Ze vinden vele vaten rum, maar worden opgemerkt door een patrouillerende sloep van de douane. De hoofdcommissaris wordt verwittigd en start een onderzoek naar de drie agenten. Zij zijn zich van geen kwaad bewust en waden door het diepe zeewater in de spelonken. Ze treffen kisten met kaarsen, horloges en sigaretten aan. Dan daagt het hun dat ze zich in de kelder van het politiebureau bevinden; alle smokkelwaar bevond zich dus in hun eigen kantoor.
Dudfoot belt de hoofdcommissaris; op dat moment wordt hij evenwel door de squire onderbroken, die hem een Turkse sigaret aanbiedt. Hij was het hoofd van de smokkelaarsbende en bedreigt de drie met een pistool. Dudfoot gooit de tafel met de lamp omver, en in de duisternis wordt er gevochten. Wanneer het licht weer brandt, zijn de drie agenten aan elkander geboeid en de smokkelaars met de buit op de vlucht. De agenten zetten de achtervolging in; het blijkt echter zeer lastig om, aan elkaar geketend, de politieauto in gang te zwengelen en tezelfdertijd op de choke te duwen.
Het laatste kwartuur van de film bestaat hoofdzakelijk uit een lange achtervolging. Dudfoot, Brown en Harbottle zitten de smokkelaars achterna en de hoofdcommissaris maakt op zijn beurt jacht op de drie agenten, van wie hij denkt dat ze zelf de smokkelaars zijn en tegen wie hij een arrestatiebevel heeft uitgevaardigd. Wanneer de nummerplaat van de politiewagen over de radio wordt bekendgemaakt, laten ze de auto achter en zetten de achtervolging verder op een met een smoes ontfutselde motorfiets van een melkboer. Die rijden ze in de prak, en ze bemachtigen een vrachtwagen, waarmee ze een eind verder rijden, niet wetend dat dit uitgerekend het voertuig is waarin zich de smokkelaars in de laadruimte bevinden. Na een sanitaire pauze zijn de smokkelaars er uiteraard met de vrachtwagen vandoor, dus de agenten leggen beslag op een Routemaster. Wanneer ze door de stad rijden, stapt echter een heleboel passagiers op de bus.
Uiteindelijk belanden zowel de smokkelaars in hun vrachtwagen als de agenten in hun bus vol passagiers op een autoracebaan. Het onvermijdelijke gebeurt: ze botsen tegen elkaar. De hoofdcommissaris, die hen ook nog steeds achtervolgt met zijn manschappen, komt eveneens in de chaos terecht. Hij wil Dudfoot arresteren, maar die vertelt hem dat de squire de man is die hij zoekt. Hij herinnert de hoofdcommissaris aan het verhaal over de botsing op het dorpsplein van Turnbotham Round en zegt dat de squire de man is die hem een alibi verschafte. Hierop roept de hoofdcommissaris dat Dudfoot dus toegeeft dat hij gelogen had over het ongeluk, en dat ze nu allemaal gearresteerd zijn. Dudfoot geeft de hoofdcommissaris een vuistslag in het gelaat, en de drie nog steeds aan elkander geboeide agenten zetten het op een lopen tussen de raceauto’s.

## Rolverdeling
| Acteur            | Personage                        |
| ----------------- | -------------------------------- |
| Will Hay          | sergeant Samuel Dudfoot          |
| Graham Moffatt    | Albert Brown                     |
| Moore Marriott    | Jerry Harbottle/Harbottle senior |
| Glennis Lorimer   | Emily Martin                     |
| Peter Gawthorne   | Chief Constable                  |
| Charles Oliver    | squire                           |
| Herbert Lomas     | man van de kustwacht             |
| Dave O'Toole      | getuige van Dudfoot              |
| Noel Dainton      | douaneambtenaar                  |
| Cyril Chamberlain | radio-omroeper                   |
| Brian Worth       | geluidstechnicus van de BBC      |
| Patrick Aherne    | man in de auto                   |
| Desmond Llewelyn  | hoofdloze ruiter                 |